# Keneth Marende
Keneth Merende (ur. w 1956) – kenijski polityk i prawnik. Jeden z liderów partii Pomarańczowy Ruch Demokratyczny. 15 stycznia 2008 wybrany przewodniczącym parlamentu, po burzliwych obradach. Jego kontrkandydatem był polityk proprezydencki Fransis de Kaparo.